# Hydractinia disjuncta
Hydractinia disjuncta är en nässeldjursart som beskrevs av John Fraser 1938. Hydractinia disjuncta ingår i släktet Hydractinia och familjen Hydractiniidae. Inga underarter finns listade i Catalogue of Life.